# تجربه (فیلم ۱۹۷۱)
تجربه (به هندی: Anubhav) فیلمی هندی محصول سال ۱۹۷۱ و به کارگردانی باسو باتاچاریا است. در این فیلم بازیگرانی همچون سانجیو کومار، تانوجا، دینش تاکور و ای. کی. هانگال ایفای نقش کرده‌اند.